# کائو پونگ پریون
کائو پونگ پریون (تایلندی: แก้ว พงษ์ประยูร؛ زادهٔ ۲۸ مارس ۱۹۸۰) ورزشکار بوکس اهل تایلند است.
وی در مسابقات کشوری و بین‌المللی در مجموع برندهٔ ۵ مدال طلا، ۱ مدال نقره، ۲ مدال برنز شده‌است.